# Осада Ипра (1678)
Осада Ипра — осада французской армией контролируемого испанцами города Ипр в 1678 году в ходе Голландской войны, завершившаяся падением города.

## Предыстория
В октябре 1677 года Мария Стюарт, племянница и возможный преемник Карла II, вышла замуж за Вильгельма III Оранского. Сближение Англии и Голландской республики стало опасным для Франции, и Людовик XIV решил вторгнуться в Испанские Нидерланды, чтобы противостоять возможной английской интервенции против него.
Голландцы ожидали нападения на Намюр. Однако Людовик XIV направил свои войска к Генту, заняв город 9 марта, а затем повернул к западу в направлении Ипра.

## Осада
18 марта французы во главе с Вобаном начали рыть окопы для подхода к цитадели. Город защищал испанский гарнизон под командованием дона Франсиско де Пардо, который приказал затопить окрестности города. Но французы уже продвинулись слишком далеко, чтобы эти меры могли им помешать. После недели окопных работ Людовик XIV приказал атаковать город в ночь с 24 на 25 марта. Город был стремительно захвачен, и защитники капитулировали к рассвету. Только цитадель протянула ещё один день, после чего оставшиеся в живых 1600 солдат и 600 раненых также сдались.

## Последствия
В апреле Вобан начал реконструкцию и модернизацию укреплений Ипра, придав ему форму, которую можно увидеть сегодня. Луи де Креван, герцог Юмьер, стал губернатором города.
В Англии Карл II сформировал около 20 полков, которые были готовы к отправке в Остенде, но так и не решился вступить в войну с Францией. В то же время начались переговоры между Францией и Голландской республикой, что привело к заключению договора в Неймегене. Ипр стал частью Франции до 1697 года, когда он был возвращен испанской короне согласно Рисвикскому договору.